# غلامرضا حکیمی
غلام‌رضا حکیمی از سیاستمداران ایرانی بود، که در دوره‌  بیستم بعنوان نماینده شیراز در مجلس شورای ملی حضور داشت.